# B. K. S. Iyengar
Bellur Krishnamachar Sundararaja Iyengar (Bellur, 14 de dezembro de 1918 — Pune, 20 de agosto de 2014), mais conhecido como B.K.S. Iyengar, foi o fundador do Iyengar yoga e foi um dos mais respeitados professores de ioga no mundo, além de ter escrito um grande número de textos sobre yoga. Milhões de estudantes e seguidores em todo o mundo praticam o Iyengar yoga.
| “ | When I practise, I am a philosopher, when I teach, I am a scientist, when I demonstrate, I am an artist (Quando pratico, sou um filósofo, quando ensino, sou um cientista, quando demonstro, sou um artista) | ” |

## Iyengar yoga
Através da sua imensa capacidade intelectual e espiritual, B.K.S. Iyengar criou a técnica e os princípios que subjazem à tão conhecida variante de yoga, o Iyengar yoga. A modalidade tem como objectivo essencial aproximar a prática de yoga de qualquer humano, ainda que tenha especiais dificuldades no exercício físico. Esta modalidade permite e incentiva o uso de acessórios (props) na prática dos ásanas, permitindo que algumas dificuldades ou obstáculos possam ser transpostos através da sua utilização, além de encorajar o perfeccionismo dos praticantes que naquele material se podem recorrer. A sua abordagem permite que qualquer humano possa experienciar por si só a sabedoria inerente aos Yoga Sutras.

## Infância e juventude
Na sua infância, B.K.S. Iyengar foi vítima de malária, tuberculose e febre tifóide. Foi introduzido ao Yoga com 16 anos pelo seu Guru Sri Tirumalai Krishnamacharya e aos 18 anos foi enviado para Pune, Maharashtra para ensinar yoga uma vez que tinha alguns conhecimentos de inglês.
Ao longo dos anos a sua prática e experiência entusiasmou diversos praticantes entre eles Dr. Rajendra Prasad (primeiro Presidente da India), Dr. Mohammad Hatta (ex-Vice Presidente da Indonesia), Papa Paulo VI entre muitas outras grandes personalidades do mundo inteiro.

## Obras
Em 1966 foi publicada a sua primeira obra "Light on Yoga", mais tarde traduzida para 18 línguas. Foi o autor de 14 diferentes obras.
A 26 de Janeiro de 1973, B.K.S. Iyengar fundou o "Ramamani Iyengar Memorial Yoga Institute (RIMYI)" em Pune, instituto com o nome da sua mulher.

## Morte
Ele morreu em 20 de agosto de 2014 em Pune, Índia, de insuficiência cardíaca e insuficiência renal, aos 95 anos.